# Isabelle Daniels
Isabelle Daniels (Estados Unidos, 31 de julio de 1937-8 de septiembre de 2017) fue una atleta estadounidense, especializada en la prueba de 4 x 100 m en la que llegó a ser medallista de bronce olímpica en 1956.

## Carrera deportiva
En los JJ. OO. de Melbourne 1956 ganó la medalla de bronce en los relevos 4 x 100 metros, con un tiempo de 44.9 segundos, llegando a meta tras Australia que con 44.5 segundos batió el récord del mundo, y Reino Unido (plata), siendo sus compañeras de equipo: Mae Faggs, Margaret Matthews y Wilma Rudolph.